# Rafalivka
Rafalivka (în ucraineană Рафалівка) este o așezare de tip urban din raionul Volodîmîreț, regiunea Rivne, Ucraina. În afara localității principale, nu cuprinde și alte sate.

## Demografie
Componența lingvistică a așezării de tip urban Rafalivka
     Ucraineană (98,72%)
     Rusă (1,16%)
     Alte limbi (0,03%)
Conform recensământului din 2001, majoritatea populației așezării de tip urban Rafalivka era vorbitoare de ucraineană (98,72%), existând în minoritate și vorbitori de rusă (1,16%).